# Hugo Spatz
Hugo Spatz (* 2. September 1888 in München; † 27. Januar 1969 in Frankfurt am Main) war ein deutscher Neuropathologe und Hirnforscher zur Zeit des Nationalsozialismus.

## Leben

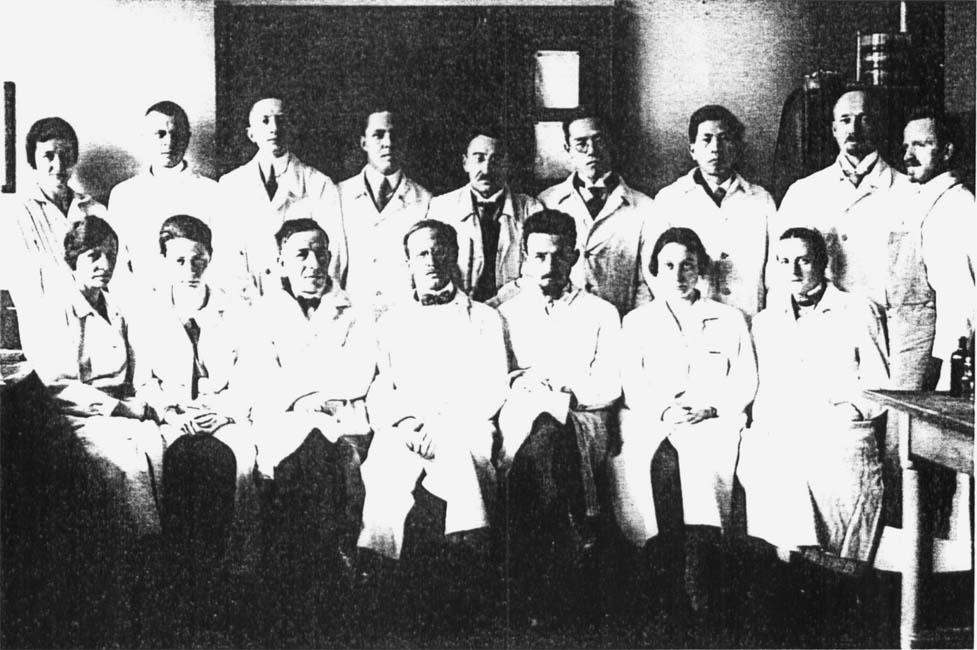
Walther Spielmeyer und sein Team, 1927. Stehend (v. l. n. r.): Eversbusch, Julius Hallervorden, Quast, Oskar Gagel, Kutter, Yushi Uchimura, Yushi Funakawa, Metz, Deisler. Sitzend: Adele Grombach, Gamper, Eduard Gamper, Spielmeyer, Hugo Spatz, unbekannt, unbekannt.

Hugo Spatz wurde 1888 in München geboren und studierte Medizin an den Universitäten München und Heidelberg. In Heidelberg hatte er Gelegenheit, in dem Laboratorium von Franz Nissl zu arbeiten. 1909 wurde er Mitarbeiter in der anatomischen Abteilung der Deutschen Forschungsanstalt für Psychiatrie in München unter Emil Kraepelin. Er arbeitete mit Nissl und Walther Spielmeyer zusammen. 1922 beschrieb er zusammen mit Julius Hallervorden erstmals eine Krankheit, die nach ihren Entdeckern zunächst Hallervorden-Spatz-Syndrom genannt wurde. Insofern beiden Forschern vorgeworfen wurde, später unter der Herrschaft der Nationalsozialisten Leichen von Opfern der Krankenmorde in der Zeit des Nationalsozialismus seziert zu haben, regten Mediziner an, den Begriff zu ersetzen. Die Erkrankung wird heute je nach Kontext und Symptomatik Pantothenatkinase-assoziierte Neurodegeneration (PKAN) oder allgemeiner Neurodegeneration mit Eisenablagerung im Gehirn (NBIA) genannt. 1923 habilitierte sich Spatz in Psychiatrie. 1926 wurde er Oberarzt unter Kraepelins Nachfolger Oswald Bumke und im folgenden Jahr außerordentlicher Professor.
Ab 1935 fungierte Spatz in Nachfolge von Oskar Vogt, der die Leitung abgeben musste, aber bis 1937 kommissarisch bis zu seinem 67. Lebensjahr im Amt blieb, als Direktor des Kaiser-Wilhelm-Instituts für Hirnforschung in Berlin-Buch. An diesem Institut (mit der „Außenabteilung der Militärärztlichen Akademie (Heer) zur Erforschung der Kriegsschäden des Zentralnervensystems“ und der „Außenabteilung für Gehirnforschung des Luftfahrtmedizinischen Forschungsinstituts des Reichsluftfahrtministers Göring“) wurden zwischen 1940 und 1945 etwa 700 Gehirne von Opfern des „Euthanasie-Massenmordes“ (Aktion T4) an psychisch Kranken und geistig Behinderten untersucht, darunter auch von Spatz bearbeitete Gehirne aus bis 1942 durchgeführten Dachauer Versuchen an Tieren und Menschen. Spatz, der 1938 Mitglied der NSDAP geworden war, gehörte zusammen mit seinem Abteilungsleiter Julius Hallervorden zu den Teilnehmern einer Aktion T4-Besprechung, in der über die Verwertung der Präparate der Euthanasieopfer beraten wurde. 1941 beteiligte sich Spatz an einem DFG-Forschungsprojekt zur Luftfahrtmedizin mit der Bezeichnung Versuche über den Einfluß der Anoxämie (Sauerstoffmangel im Blut) auf den Zellgewebestoffwechsel der Hirnrinde und über die Wirkungen des Unterdrucks, die auf Menschenversuchen beruhten. 1943 wurde Spatz zum Oberfeldarzt ernannt und gehörte als Hirnpathologe dem Stab des Chefs des Sanitätswesens der Luftwaffe an. Spatz erhielt 1943 außerdem die Ehrenmitgliedschaft in der Gesellschaft bulgarischer Neurologen und Psychiater in Sofia. In Münchener Medizinische Wochenschrift beschrieb er 1942/1943 den Zusammenhang des Zwischenhirn mit Sexualfunktionen.
Nach dem Ende des Zweiten Weltkriegs wurde Spatz 1945 interniert, arbeitete aber bereits 1946 für das Aero Medical Center in Heidelberg. Von 1948 bis 1957 leitete er das Max-Planck-Institut für Hirnforschung in Gießen. 1958 wurde er Direktor der Neuroanatomischen Abteilung des Max-Planck-Instituts. 1959 wurde Spatz offiziell emeritiert, wirkte aber ab 1961 am Max-Planck-Institut für Hirnforschung in Frankfurt am Main. 1960 wurde er Mitglied der Leopoldina. Der nach ihm benannte Hugo-Spatz-Preis der deutschen Gesellschaft für Neurologie, der seit 1975 für hervorragende Forschungsergebnisse auf dem Gebiet der Hirndurchblutung und des Hirnstoffwechsels vergeben wurde, wurde nach Bekanntwerden seiner Verstrickung in die Euthanasiemorde am 30. September 1999 in Adolf-Wallenberg-Preis umbenannt.
Im Mai 1933 heiratete er Ortrud von Möllendorff (1913–1992), die Tochter des Anatomen Wilhelm von Möllendorff (1887–1944).

## Auszeichnungen
- 1968 Otfrid-Foerster-Medaille

## Schriften (Auswahl)
- Beiträge zur normalen Histologie des Rückenmarks des neugeborenen Kaninchens. Jena 1917.
- Über den Eisennachweis im Gehirn, besonders in Zentren des extrapyramidal-motorischen Systems. München 1921.
- mit K. Onari: Anatomische Beiträge zur Lehre von Pickschen umschriebenen Großhirnrinden-Atrophie (“Picksche Krankheit”). In: Zeitschrift für die gesamte Neurologie und Psychiatrie. 101/1926. S. 470–511.
- Physiologie und Pathologie der Stammganglien. In: Handbuch der normalen und pathologischen Physiologie. Band 10. Berlin 1927.
- Enzephalitis. In: Handbuch der Geisteskrankheiten. Band 11(1). München 1930.